# آنورومباتو
آنورومباتو (به لاتین: Anorombato) یک منطقهٔ مسکونی در ماداگاسکار است که در ماناکارا-آتسیمو واقع شده‌است. آنورومباتو ۱۲٬۰۰۰ نفر جمعیت دارد و ۶۴ متر بالاتر از سطح دریا واقع شده‌است.